# Julius Jacobus van Meerbeke
Julius Jacobus van Meerbeke (Maastricht, 29 oktober 1827 - Den Haag, 17 december 1903) was een Nederlands jurist en raadsheer in de Hoge Raad der Nederlanden.
Van Meerbeke, zoon van de Maastrichtse aannemer en wethouder Johannes Lambertus van Meerbeke en Maria Irabella Neven, studeerde rechtsgeleerdheid aan de Universiteit Utrecht, waar hij op 21 januari 1859 magna cum laude promoveerde op stellingen. Hij was daarna enige jaren advocaat te Utrecht, tot hij in 1862 substituut-officier van justitie werd te Nijmegen. In 1866 werd hij benoemd in diezelfde functie te Amsterdam; in 1868 volgde benoeming tot raadsheer bij het Hof van Noord-Holland.
Op 16 april 1871 werd Van Meerbeke aanbevolen voor benoeming in de Hoge Raad, ter vervulling van de plaats die was vrijgekomen na het vertrek van Henri Hubert Geradts. Van Meerbeke was eerste op de aanbeveling en de voordracht; de benoeming volgde op 20 mei. Tijdens zijn lidmaatschap van de Hoge Raad was hij onder andere voorzitter van de Staatscommissie tot herziening van het Burgerlijk Wetboek (1880-1886). Op 17 oktober 1899 werd Van Meerbeke benoemd tot vicepresident van de Hoge Raad in verband met het vertrek van Jacob Kalff. Hij overleed op 17 december 1903.